# Alexius Scheltinga
Alexius Jeleasarowitsch Scheltinga (russisch Алексей Елеазарович Шельтинг; * 1717; † 6. Februarjul. / 17. Februar 1780greg. in Reval) war ein russischer Kapitän und Forschungsreisender.

## Leben
Scheltingas Vater war der niederländisch-russische Schout-bij-nacht (Konteradmiral) Wybrand Gerlacus Scheltinga, der ein Jahr nach Scheltingas Geburt auf dem Schiff Malburg auf der Kronstädter Reede starb. Seine Witwe Dorothea geborene Frobus mit zwei kleinen Kindern heiratete darauf den Kapitän Peter Bens. 1730 bat Scheltingas Mutter in einem Gesuch an die neue Kaiserin Anna Ioannowna um die Anerkennung der sechsjährigen Ausbildung ihres Sohnes während der Fahrten Kapitän Bens’. Darauf wurde Scheltinga wegen der Verdienste seines Vaters als Mitschman in die Flotte aufgenommen.
Im Februar 1733 wurde Scheltinga auf eigenen Wunsch zu Vitus Berings Großen Nordexpedition abkommandiert, worauf er in die Abteilung Kapitän Martin Spangbergs kam. 1738 wurde Scheltinga in Ochotsk Kommandeur der Doppel-Sloop Nadeschda (Hoffnung), mit der er nach Bolscherezk an der Westküste Kamtschatkas und zu den Kurilen bis zur Insel Urup segelte. 1739 segelte er mit der Nadeschda in der Spanberg-Abteilung wieder über Bolscherezk, die Kurilen bis an den die Küsten Japans. Infolge von Nebel und Stürmen verlor er den Anschluss an die Spangberg-Abteilung, so dass er erst im September Bolscherezk wieder erreichte. Der befohlene Transport von Kranken nach Ochotsk gelang nicht, so dass er im Oktober 1839 nach Bolscherezk zurückkehrte und dort überwinterte, wobei 11 Mann starben. 1740 war er wieder in Ochotsk. 1741 kartierte er mit dem Geodäten Michail Spiridonowitsch Gwosdew die Mündungen der Flüsse Ochota und Uda und die Schantarnseln. 1742 kartierte er befehlsgemäß die Westküste des Ochotskischen Meers von der Uda-Mündung bis zur Amur-Mündung und kam bis in die La-Pérouse-Straße. Wegen Lecks und mangelnden Proviants kehrte er im August um und kam mit teilweiser Kartierung der Ostküste Sachalins im September 1742 nach Ochotsk zurück. 1743 wurde er zum Leutnant ernannt und von Ochotsk nach Jakutsk abkommandiert, um die Versorgungslieferungen für die Bering-Expedition zu überwachen. Während der gesamten Zeit in der Bering-Expedition führte er ein Journal. 1744 kehrte er nach St. Petersburg zurück.
1747–1748 kommandierte Scheltinga die Hofyacht Dekrone. Darauf kommandierte er verschiedene Schiffe. 1750 beantragte seine Mutter vergeblich die Berufung ihres Sohnes zum Rigaer Hafenkapitän im Hinblick auf die Verdienste ihres ersten Mannes Schout-bij-nacht Scheltinga und ihres zweiten Mannes Kapitan Bens. 1754 wurde Scheltinga zum Kapitän-Leutnant und 1758 zum Kapitän Dritten Ranges und Rat beim Admiralitätskontor befördert.
Während des Siebenjährigen Kriegs kommandierte Scheltinga verschiedene Schiffe vor den Küsten Preußens. 1760 kommandierte er als Kapitän Zweiten Ranges das Linienschiff Heiliger Alexander Newski bei der vergeblichen Belagerung der Festung Kolberg. Wegen des Misserfolgs kam er vor Gericht, wurde aber bald begnadigt und 1762 zum Kapitän Ersten Ranges befördert. Er kommandierte dann verschiedene Schiffe in den Geschwadern Grigori Andrejewitsch Spiridows und Nikolai Semjonowitsch Mordwinows. 1766 wurde er zum Oberkommandierender des Hafens Archangelsk ernannt. Er versorgte nun Wassili Jakowlewitsch Tschitschagows Nordpol-Expedition. 1768 wurde er zum Kapitän im Generalmajorsrang befördert. 1772 wurde Scheltinga zum Konteradmiral und Oberkommandierenden des Hafens Reval ernannt.
Scheltinga war mit Ulrika Eleonore von Helwig verheiratet, mit der er zwei Töchter hatte. Die Tochter Katharina heiratete Alexander Iwanowitsch Chwostow, mit dem sie den Sohn Nikolai Alexandrowitsch Chwostow bekam. Die Tochter Darja († 1825) war die erste Frau des Admirals Alexander Semjonowitsch Schischkow (1754–1841).
Scheltinga Namen tragen der Scheltinga-Berg auf Sachalin, die Scheltinga-Bucht des Ochotskischen Meers (Oblast Magadan), Kap Scheltinga im Osten Sachalins, die Siedlung Scheltinga in der Oblast Magadan und das 1995 in Deutschland gebaute Fischereischiff Kap Scheltinga.